# 小行星9973
小行星9973（英語：9973 Szpilman）是一颗围绕太阳公转的小行星。1993年7月12日，天文学家艾瑞克·怀特·埃尔斯特在拉西拉天文台发现了此天体。
这颗小行星的绝对星等为104.23028等。